# County Westmeath
Westmeath (irisch An Iarmhí) ist ein County in der Republik Irland.

## Geografie
Die Grafschaft liegt in der zentralirischen Ebene und wird im Westen durch den Fluss Shannon und durch den Lough Ree begrenzt. Der höchste Punkt ist mit 258 m Mullaghmeen im Nordosten des Countys.

## Geschichte
Im Mittelalter gehörte das Gebiet zum Königreich Meath (Cro Inis). 1173 wurde das Gebiet von den Anglonormannen erobert und unter dem Namen Herrschaft Lochsewdy zuerst an die Lacy, später an die Verdun als Lehen vergeben. 1316 wurde das Gebiet wieder mit dem übrigen Meath vereint und erst 1543 als eigenständige Grafschaft abgetrennt.

## Wirtschaft
In der Landwirtschaft herrscht Milchviehwirtschaft vor; nur im County-Verwaltungssitz Mullingar und in Athlone gibt es Textilindustrie und Brennereien.

## Tourismus
In den letzten Jahren wurden auf der ehemaligen Bahnstrecke von Mullingar nach Athlone (siehe auch: Old Rail Trail) und entlang des Royal Canals Fahrradwege gebaut, die bis zum Shannon führen. Die Strecke in die andere Richtung nach Dublin ist zurzeit (2020) noch unvollständig.

## Politik
Die Sitzverteilung im Westmeath County Council nach der Kommunalwahl im Juni 2024 ist:
| Partei       | Sitze |
| ------------ | ----- |
| Fianna Fáil  | 9     |
| Fine Gael    | 4     |
| Sinn Féin    | 2     |
| Labour Party | 2     |
| Unabhängige  | 3     |

Für die Wahlen in das irische Parlament (Dáil Éireann) bildet Westmeath mit Longford einen Wahlkreis, in dem vier Abgeordnete gewählt werden.
| Partei      | Sitze |
| ----------- | ----- |
| Fianna Fáil | 2     |
| Fine Gael   | 1     |
| Sinn Féin   | 1     |

## Sehenswürdigkeiten
- Athlone Castle
- Ruine der Benediktinerabtei in Fore
- Lough Derravaragh, Naturschutzgebiet
- Moate, große Motte
- Moydrum Castle, Schlossruine
- Nugent Castle in Delvin
- Radio Athlone
- Tullynally Castle und Park

## Persönlichkeiten
- Charles Fagan (1881–1974), Politiker
- John McCormack (1884–1945), Tenor
- Joe Dolan (1939–2007), Sänger
- Paul McGrath (* 1948), Politiker
- Michael O’Leary (* 1961), Vorsitzender von Ryanair